# Manuel Ramos Rueda
Manuel Ramos Rueda, también conocido por alias como Joaquín Ramos, Souquees, Pelotas, Ramos, Patatas o Coyote (Santa Lucía de Gordón, 20 de enero de 1916 - d. de 1978) fue un minero español, anarquista de la CNT y luego miembro del PCE, teniente del ejército republicano combatiente contra los sublevados en la Guerra Civil, y, después de esta, en el exilio francés, un guerrillero y líder anarquista que perteneció a la Resistencia francesa, donde alcanzó el grado de comandante, y cuando volvió a España, al Maquis, logrando muchos y señalados éxitos y la supervivencia en una labor con altísimos índices de muertes en acción, por suicidio o por fusilamiento.

## Biografía
Desde muy joven trabajó en un pozo minero de la cuenca de Sabero - Cistierna. Se afilió a la CNT y a las Juventudes Libertarias de Sabero. Su carácter impulsivo y temerario lo condujo a participar en diversos conflictos sociales. Por ejemplo, el domingo de Ramos de 1934 mató con tres disparos a un pistolero de la patronal apodado “el Chulo”. Huyó a Madrid, pero fue detenido el 9 de febrero de 1935 y estuvo en la cárcel de Riaño (León) hasta que se fugó en 1936. Fue la primera de las cuatro veces en que demostró uno de sus numerosos talentos, el arte de la fuga.
Al empezar la Guerra Civil consiguió enrolarse, quizá con nombre falso, en el Batallón 206 del ejército de la República, formado mayoritariamente por anarquistas leoneses bajo el mando de Laurentino Tejerina. Al caer el frente norte en otoño de 1937, Ramos tenía el rango de teniente de la tercera compañía; consiguió evitar su detención. Pasó a Francia a principios de 1939, con otros muchos republicanos. En un resumen de su biografía de su propio puño y letra que publicó La Crónica de León en verano de 2011, el cual hizo como informe para el PCE tras cruzar la frontera, escribió:

Fui condenado a deportación por la Prefectura del Alto Garona, por mi evasión del campo de refugiados de Argelès-sur-Mer, de los Pirineos Orientales, al final de nuestra Guerra Civil. Pasé ocho meses en prisión en Perpiñán y en Béziers (al norte de Perpiñán), y luego fui internado en el campo de Cap d'Agde, Hérault, cerca de Montpellier

Al estallar la II Guerra Mundial estaba en Toulouse. Los nazis invadieron Francia en junio de 1940 y, poco después, el 29 de agosto, fue detenido por la gendarmería de Mont Louis (Alta Cerdaña). En 1941 fue deportado al campo de internamiento del puerto de aguas profundas de La Pallice, que estaba junto a La Rochelle y su base de submarinos; pero al poco tiempo también se fugó de allí. Perseguido por los alemanes, se unió a la naciente Resistencia. Por entonces entró en el PCE (1943-1944):

Detenido en junio de 1944 en Salies-du-Salat (sur de Toulouse) en el Alto Garona por los alemanes en el momento de reagrupar las redes para la acción libertadora del país, en un combate cuerpo a cuerpo en honor de la Resistencia... Herido en la acción de la Resistencia contra las dependencias de aviación de Toulouse, sometido a interrogatorios por la policía de vigilancia DST durante un par de días, me escapé de sus manos bajo el fuego de sus armas... En la esperanza de nuestra victoria, no dudé en exponerme repetidamente a las misiones más peligrosas; mi voluntad era tener el honor de participar en las redes que con el alma y el corazón de nuestro país, en la hora H, comandaron la decisión de vencer con todas sus fuerzas el glorioso combate de las jornadas de agosto de 1944 (alude a la liberación de París).

Ascendido por diversos mandos guerrilleros tanto españoles como franceses, llegó a dirigir brigadas completas. Se han podido reunir documentos que acreditan su actividad en la Francia libre. Desde la temprana fecha de enero de 1943 es el comandante de la Segunda Brigada de Guerrilleros Españoles, con 500 efectivos a su cargo. En este periodo estuvo bajo el mando de José García Acevedo (‘Coronel Jacques’), responsable de la Primera División del Cuerpo de Guerrilleros Españoles. En ese mismo año su grupo sabotea cuatro torres eléctricas de la estación de tren de Matabiau, la principal de Toulouse, y organiza los maquis de Montaigut-sur-Save y Saint-Bertrand-de-Comminges. En 1944 ataca con granadas y metralletas un convoy especial de fuerzas alemanas a la llegada a Muret: 30 muertos y 80 heridos. Fue detenido por un agente de la Gestapo en un café de Salies-du-Salat cuando iba a una reunión de españoles, pero logró matar al agente y él se pudo escapar. Atacó con explosivos un convoy especial lleno de oficiales y soldados alemanes que se dirigía al campamento de Blagnac, aeropuerto de Toulouse: 55 muertos y 50 heridos. Liberó a los detenidos políticos en Port Saint-Étienne (Toulouse) agrupando las fuerzas de los maquis de Montaigut y San Bertrán de Cominges. En otra acción, también en los alrededores de Toulouse, atacó en Saint-Cyprien con granadas y metralletas, logrando dos muertos y siete prisioneros. El veinte de agosto de 1944 atacó un camión alemán que transportaba dos piezas artillería en Faubourg Bonnefoy, mataron a los ocupantes y confiscaron el material. Ramos se unió en esos años a Lucía Gabarrús, apellido que utilizó cuando entró de nuevo en España de forma clandestina en 1945; tuvieron dos hijos: Gabriel, nacido en 1940, y Roberto, en 1942.
Ya liberada Francia, no participó en la invasión del valle de Arán dirigida por Jesús Monzón. Pero en junio de 1945 salió de Perpiñán y cruzó por la frontera de Gerona infiltrado por el PCE. Sin embargo, una patrulla de soldados lo detuvo y fue conducido a la prisión provincial de San Elías de Barcelona, una checa establecida en un antiguo convento barcelonés, reconvertida en cárcel; de nuevo se fugó el 21 de septiembre.
En Barcelona le sirvieron sus viejos contactos de la CNT para obtener documentación en regla para llegar sin problemas a León. Allí contactó con la familia del cenetista Tejerina, y gracias a ellos enlazó con los grupos de maquis de las montañas, muchos de ellos de su antiguo batallón libertario 206. La actividad guerrillera que desencadenó entonces por toda la provincia fue intensa y constante; su grupo era tal vez el mayor coco y pesadilla de las fuerzas de seguridad del franquismo entre 1946 y fines de 1948. 
El grupo de Ramos solo ejecuta en represalia a falangistas, policías o alcaldes que mataron o hicieron matar a gentes de izquierdas; alguna vez su información resulta ser errónea; roban al alcalde estraperlista de Carrizo y con ese dinero compran una multicopista para octavillas e imprimen y distribuyen el periódico clandestino Lucha. Atracan a falangistas y diversas tiendas, negocios y almacenes. En un golpe bien estudiado, consiguen robar la nómina de todos los maestros de León: 85.520 pesetas. En al menos tres tiroteos hubo muertos y heridos por ambas partes. En agosto de 1947, camina 110 kilómetros a pie y asalta un polvorín en Sabero; se lleva quince kilos de dinamita, mecha y detonadores y deja maniatado al guarda. Cuando se enteran de que Francisco Franco va a Asturias, vuelan 500 metros de vía férrea. Es más, destruyen completamente una delegación de Falange que tenía que inaugurar José Antonio Girón de Velasco, ministro de Trabajo. Logra herir al juez especial de León y en 1948 logró pasar a Francia. Un expediente francés detalla que pidió la jubilación en 1978 al Gobierno francés y pidió documentación para reconocer sus servicios. Estaba casado y tenía dos hijos. Todavía sus sobrinos Alejandro González Ramos y Monserrat Ramos López siguen acumulando documentación para acreditarlos.